# Antoni Grudziński (pianista)

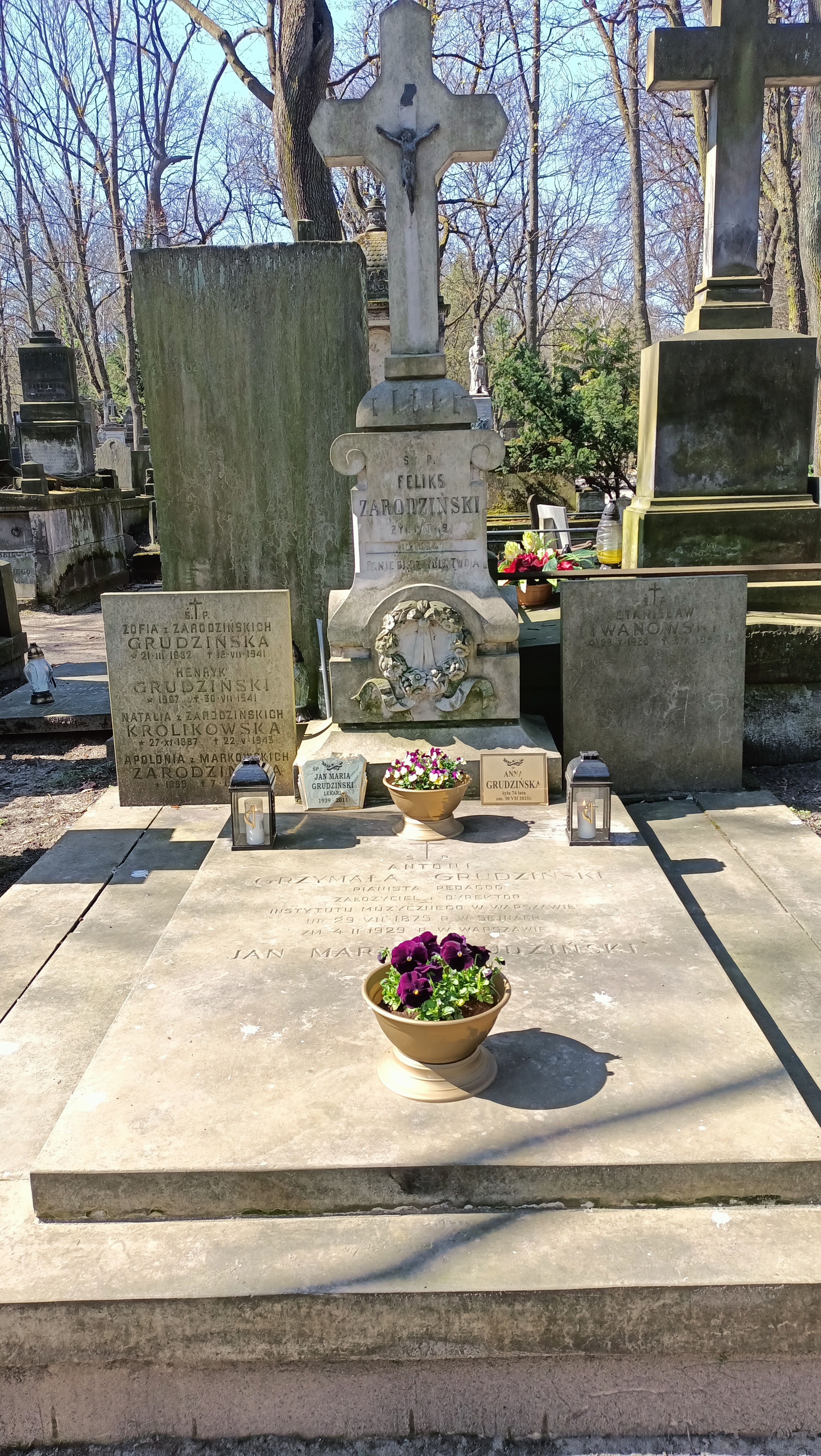
Grób Antoniego Grzymały-Grudzińskiego na cmentarzu Powązkowskim w Warszawie

Antoni Wawrzyniec Grudziński, także Grzymała Grudziński (ur. 29 lipca 1875 w Sejnach, zm. 4 lutego 1929 w Warszawie) – polski pianista i pedagog, sprawozdawca muzyczny i kompozytor.

## Życiorys
Ukończył gimnazjum w Sejnach, a następnie studia w Warszawskim Instytucie Muzycznym. W 1893 uzyskał dyplom gry na organach, zaś w 1896 fortepianie, początkowo w klasie Rudolfa Strobla, a później Aleksandra Michałowskiego. Uczył się również kompozycji w klasie Zygmunta Noskowskiego.
W 1901, przy ul. Piotrkowskiej 113, założył w Łodzi szkołę muzyczną, w której nauczał gry na fortepianie, współpracując m.in. z Henrykiem Melcerem-Szczawińskim, Antonim Sygietyńskim i Markiem Zawirskim. Był sprawozdawcą muzycznym „Gońca Łódzkiego”, „Rozwoju” oraz „Neue Lodzer Zeitung” oraz na początku XX w. prowadził chór Towarzystwa Śpiewaczego „Lira” w Łodzi.
W 1914 zamieszkał w Warszawie, gdzie założył Instytut Muzyczny Antoniego Grudzińskiego (w latach 1914–1921 działający jako Kursy Muzyczne). W powstałej instytucji, wykłady prowadzili m.in.: Tadeusz Joteyko, Margerita Trombini-Kazuro i Piotr Rytel. Pracował także jako sprawozdawcza muzyczny „Kuriera Polskiego”.
Ponadto koncertował jako pianista, organista i akompaniator. Był autorem miniatur fortepianowych i solowych pieśni z towarzyszeniem fortepianu. Publikował je zazwyczaj w wydawnictwach Breitkopf & Härtel, M. Arcta oraz Rychlińskiego i Wegnera. Jego utwory i niewydane rękopisy oraz artykuły oraz prace dotyczące techniki fortepianowej zostały zniszczone lub zaginęły podczas powstania warszawskiego.

### Życie prywatne
Pochodził ze średniozamożnej rodziny ziemiańskiej – był synem Aleksandra Grudzińskiego i Antoniny z domu Kulikowskiej. Był ojcem kompozytora syn kompozytora Czesława Grudzińskiego i dziadkiem Antoniego Grudzińskiego – dyrektora generalnego Towarzystwa im. Fryderyka Chopina.
Został pochowany na cmentarzu Stare Powązki (kwatera: A, rząd: 5, miejsce: 2,3).

## Publikacje
- Universum studia pasażowe, wyd. I, Wydawnictwo M. Arcta, Warszawa 1925.
- Universum studia pasażowe, wyd. II, Spółdzielnia Wydawnicza „Czytelnik”, Warszawa 1952.